# Kaliwiru
Kaliwiru is een bestuurslaag in het regentschap Semarang van de provincie Midden-Java, Indonesië. Kaliwiru telt 3342 inwoners (volkstelling 2010).